# Angustia angustivitta
Angustia angustivitta är en tvåvingeart som först beskrevs av Aldrich och Herbert John Webber 1924.  Angustia angustivitta ingår i släktet Angustia och familjen parasitflugor.
Artens utbredningsområde är Pennsylvania. Inga underarter finns listade i Catalogue of Life.